# Digitally Controlled Oscillator
Ein digitally controlled oscillator (DCO, dt. digital gesteuerter Oszillator) oder auch numerically controlled oscillator (NCO, dt. numerisch gesteuerter Oszillator) ist eine elektronische Schaltung oder ein elektronisches Bauelement, welches, basierend auf einem Referenztakt, zur Schwingungserzeugung mit zeit- und wertdiskreten Werten verwendet wird. Der DCO umfasst im Kern eine Direct Digital Synthesis (DDS), welche am Ausgang um einen Digital-Analog-Umsetzer (DAU) erweitert wird und in Summe dann den DCO ergibt. Da keine eindeutige Abgrenzung zur rein digitalen DDS besteht, so wird in manchen Fachpublikationen der Begriff des DCO synonym zu einer DDS verwendet, muss im Einzelfall die genaue Begriffsbedeutung und Funktionsumfang ermittelt werden.
Die Frequenz der Schwingung wird bei einem DCO direkt über einen diskreten Zahlenwert eingestellt. Dadurch erhält man eine sehr genau eingestellte Frequenz, welche, im Rahmen der Spezifikationen des Bauteils bzw. der Komponenten der Schaltung, konstant bleibt. Diese Stimmstabilität wird erkauft mit einem nur in Stufen (diskret) einstellbaren Frequenzbereich.
DCOs werden in der digitalen Signalverarbeitung zur Erzeugung von analogen Schwingungen eingesetzt, beispielsweise als Teil eines Software Defined Radio (SDR).